# Kanton Chartres-3
Der Kanton Chartres-3 ist seit 2015 ein französischer Wahlkreis im Arrondissement Chartres im Département Eure-et-Loir in der Region Centre-Val de Loire; sein Hauptort ist Chartres. 

## Gemeinden
Der Kanton besteht aus fünf Gemeinden und Teilgemeinden mit insgesamt 31.012 Einwohnern (Stand: 1. Januar 2022) auf einer Gesamtfläche von 61,09 km²:
| Gemeinde             | Einwohner 1. Januar 2022 | Fläche km² | Dichte Einw./km² | Code INSEE | Postleitzahl |
| -------------------- | ------------------------ | ---------- | ---------------- | ---------- | ------------ |
| Bailleau-l’Évêque    | 1.190                    | 19,68      | 60               | 28022      | 28300        |
| Chartres             | 12.044                   | 3,89       | 3.096            | 28085      | 28000        |
| Lèves                | 5.701                    | 7,51       | 759              | 28209      | 28300        |
| Mainvilliers         | 10.950                   | 11,92      | 919              | 28229      | 28300        |
| Saint-Aubin-des-Bois | 1.127                    | 18,09      | 62               | 28325      | 28300        |
| Kanton Chartres-3    | 31.012                   | 61,09      | 508              | 2806       | –            |

1. ↑   Nur der westliche Teil der Gemeinde, der Rest verteilt sich auf die Kantone Chartres-1 und Chartres-2.